# Delgado (El Salvador)
Delgado é uma cidade e município de El Salvador localizado no departamento de San Salvador.